# ロックヒル (サウスカロライナ州)
ロックヒル (英: Rock Hill) は、アメリカ合衆国サウスカロライナ州北部のヨーク郡にある都市。人口は7万4372人（2020年）で、州内第5の都市である。ノースカロライナ州のシャーロット都市圏に含まれる。シャーロットの南40km、州都コロンビアの北110 kmに位置している。ロックヒルには州間高速道路77号線から5つの出口を使ってアクセスできる。
座標は北緯34度56分17秒 西経81度1分34秒 / 北緯34.93806度 西経81.02611度

## 伝承と歴史
ロックヒルは、シャーロットからコロンビアまで鉄道を敷いたシャーロット・アンド・サウスカロライナ鉄道会社の所有道にあった石英岩の丘に因んで名付けられた。この岩の多くは鉄道を敷く為に取り除けられ、ロックヒルと呼ばれるようになった場所には駅が作られた。設立はロックヒル郵便局が開局した1852年4月17日であったが、公式には1870年に自治体化された。ロックヒル市は1952年に設立100周年、2002年に150周年を祝った。
ロックヒル市境にある標識には「人種差別の余地は無い」と書かれている。市の象徴はデイブ・ライル・ブールバードにある「シビタス（市民）」の彫像4体である。それぞれが市内にある4つの産業を表す円盤を持っている。デイブ・ライル・ブールバードのゲイトウェイ広場にあるシビタスの彫像は1991年4月に設置された。高さ20フィート (6 m) の銅像であり、ニューヨークの彫刻家オードリー・フラックが制作した。1年後に5番目のシビタスが市役所のロタンダに据えられた。
ロックヒルは、ケロッグ社のシリアル食品「ライス・クリスピーズ」の箱に描かれたマスコット漫画「スナップ、クラックル・アンド・ポップ」を制作したことで有名な商業デザイナー、故バーノン・グラントの故郷である。グラントはサンタクロースの絵を多く描いたことでも知られる。またロックヒルで毎年春に開かれる祭、カム・シー・ミーのマスコット、グレン・ザ・フォッグも制作した。グラントの作品は毎年開催されるクリスマスビル・ホリデー祭にも登場する。
ロックヒル・オラトリオのメンバーによって設立されたロックヒルのセントアン・スクールはサウスカロライナ州初の人種差別を撤廃した学校だった。差別撤廃の時はこの学校が全国ニュースに載った。この学校は移転するが、新しい場所の正面に飾り額を受けることになっている。公民権運動の時はロックヒルで2つの重要な事件があった。1961年2月、9人のアフリカ系アメリカ人が人種分離を行っているマックロイのランチカウンターでシットインを行った後、ヨーク郡プリズンファームにある刑務所に行った。この事件では、南部中に広まったシットイン運動で公民権運動団体が直面していた莫大な財政的負担を軽減するために、「ジェイル・ノー・ベイル（刑務所、保釈金無し）」と呼ばれる新しい戦略に従ったことで、全国的な注目を集めた。事件は全国紙で広く取り上げられ、他の公民権運動団体もこの戦術を採用した。行動を起こした9人のうち8人はロックヒルにあるフレンドシップ・ジュニア・カレッジの学生だったので、フレンドシップ・ナインと呼ばれるようになった。その年遅く、ワシントンD.C.から南部に向ったバスに13人のフリーダムライダーズが乗った。ロックヒルがディープサウスではその最初の停留所だった。これは州に跨る全ての公共機関での人種分離を違法とした1960年のアメリカ合衆国最高裁判所判決をテストするためだった。公民権運動指導者のジョン・ルイスなどメンバーがバスから降りると、白人暴徒に殴られることになった。
2002年、このときジョージア州選出アメリカ合衆国下院議員になっていたルイスはロックヒルに凱旋し、ウィンスロップ大学で講演し、市に入る鍵を渡された。2008年1月21日、ルイス議員は再度ロックヒルを訪問し、市が行うマーティン・ルーサー・キング・ジュニアの祝日祝典で講演した。このとき市長のダグ・エコルスはフリーダムライダーズに対して市民の採った行動について公式に謝罪した。

## 地理と気候
アメリカ合衆国国勢調査局に拠れば、市域全面積は31.1平方マイル (80.4 km2)、このうち陸地は31.0平方マイル (80.4 km2)、水域は0.04平方マイル (0.1 km2)で水域率は0.10％である。
ロックヒルは山麓地帯を流れるカトーバ川に沿っている。平均標高は676フィート (206 m) である。大西洋からは約150マイル (240 km) の位置にあり、ブルーリッジ山脈からは約75マイル (120 km) である。
ロックヒルは温暖湿潤気候に属し、湿気の多い夏と冷涼な冬が特徴である。降水量は季節変化があまり無い。7月が最も暑い月であり、平均最高気温は90°F (32℃)、平均最低気温は70°F (21℃)となる。1年で最も寒い月は1月であり、平均最高気温は50°F (10℃)、平均最低気温は30°F (−1℃)となる。過去最高気温は1983年と2007年の106°F (41℃) だった。過去最低気温は1983年の−4°F (−20℃) だった。
| ロックヒルの気候       | ロックヒルの気候 | ロックヒルの気候 | ロックヒルの気候 | ロックヒルの気候 | ロックヒルの気候 | ロックヒルの気候 | ロックヒルの気候 | ロックヒルの気候 | ロックヒルの気候 | ロックヒルの気候 | ロックヒルの気候 | ロックヒルの気候 | ロックヒルの気候 |
| 月                     | 1月              | 2月              | 3月              | 4月              | 5月              | 6月              | 7月              | 8月              | 9月              | 10月             | 11月             | 12月             | 年               |
| ---------------------- | ---------------- | ---------------- | ---------------- | ---------------- | ---------------- | ---------------- | ---------------- | ---------------- | ---------------- | ---------------- | ---------------- | ---------------- | ---------------- |
| 平均最高気温 °C （°F） | 10 (50)          | 13 (55)          | 18 (65)          | 23 (74)          | 27 (80)          | 31 (87)          | 32 (90)          | 31 (88)          | 28 (82)          | 23 (73)          | 17 (63)          | 12 (54)          | 22 (72)          |
| 平均最低気温 °C （°F） | −1 (30)          | 1 (33)           | 6 (42)           | 9 (49)           | 14 (58)          | 19 (66)          | 21 (70)          | 21 (69)          | 17 (63)          | 11 (51)          | 6 (42)           | 2 (35)           | 11 (51)          |
| 降水量 mm （inch）     | 117.9 (4.64)     | 100.8 (3.97)     | 128 (5.04)       | 84.6 (3.33)      | 86.9 (3.42)      | 110 (4.33)       | 104.6 (4.12)     | 98.6 (3.88)      | 118.9 (4.68)     | 96.5 (3.80)      | 93.7 (3.69)      | 89.4 (3.52)      | 1,227.3 (48.32)  |
| 出典：                 |                  |                  |                  |                  |                  |                  |                  |                  |                  |                  |                  |                  |                  |

### 自然災害
ロックヒルはこれまで2つの大きな自然災害を経験した。1926年11月26日午後に破壊的な竜巻がロックヒル中心街を襲った。この日は感謝祭の翌日であり、竜巻の起こる時期としては季節外れに遅かった。10分間に満たない「インクのように黒い竜巻き」が事業地区の外観を変えた。竜巻は町の西側に始まりほぼ3ブロックの幅で通り過ぎた。町全体の損害額は10万ドルに上った。1889年9月22日にはハリケーン・ユーゴーに襲われた。風速90マイル/時 (144 km/h) を超える風が市内を吹き荒れ、エデンテラスのオークの木を大量になぎ倒し、学校は何週間も閉鎖された。サウスカロライナ州全体で被害額は42億ドルにもなった。

## 人口動態
以下は2000年の国勢調査による人口統計データである。
| 基礎データ - 人口: 49,765人 - 世帯数: 18,750世帯 - 家族数: 12,093家族 - 人口密度: 619.2人/km2（1,603.8人/mi2） - 住居数: 20,287軒 - 住居密度: 252.4軒/km2（653.8軒/mi2） 人種別人口構成 - 白人: 58.74% - アフリカン・アメリカン: 37.33% - ネイティブ・アメリカン: 0.50% - アジア人: 1.39% - 太平洋諸島系: 0.03% - その他の人種: 1.02% - 混血: 1.00% - ヒスパニック・ラテン系: 2.48% 年齢別人口構成 - 18歳未満: 25.1% - 18-24歳: 14.8% - 25-44歳: 305% - 45-64歳: 18.4% - 65歳以上: 11.3% - 年齢の中央値: 31歳 - 性比（女性100人あたり男性の人口） - 総人口: 84.5 - 18歳以上: 78.6 | 世帯と家族（対世帯数） - 18歳未満の子供がいる: 32.1% - 結婚・同居している夫婦: 41.6% - 未婚・離婚・死別女性が世帯主: 18.3% - 非家族世帯: 35.5% - 単身世帯: 27.5% - 65歳以上の老人1人暮らし: 8.5% - 平均構成人数 - 世帯: 2.49人 - 家族: 3.05人 収入と家計 - 収入の中央値 - 世帯: 37,336 米ドル - 家族: 45,697米ドル - 性別 - 男性: 32,156米ドル - 女性: 24,181米ドル - 人口1人あたり収入: 18,929米ドル - 貧困線以下 - 対人口: 14.0% - 対家族数: 9.7% - 18歳以下: 16.2% - 65歳以上: 12.0% |

## 経済
ロックヒルはこれまで繊維産業で良く知られてきたが、現在の町は繊維産業から製造と小売業の町に変革を図っている。

## 交通

### 道路
ロックヒルではチェリー道路、セラニーズ道路、デイブ・ライル・ブールバード、ヘックル・ブールバード、アメリカ国道21号線および州間高速道路77号線が主要道路である。これらの道路はサウスカロライナ州交通局とサウスカロライナ・ハイウェイズの管轄下にある。州間高速道路77号線は北のシャーロットとを直接繋ぎ、シャーロットでの活動には便利である。また南の州都コロンビアとも繋いでいる。アメリカ国道21号線は市内唯一の高規格道路であり、北のフォートミルやパインビル、南のグレートフォールズとを結んでいる。

### 航空
ロックヒルは国中に仕事で行くために空港が1つある。ロックヒル市民空港は市営空港であり、ロックヒルの中央事業地区から4マイル (6 km) の距離にある。別名ブライアント・フィールドは、2つの国際記録を持つ操縦士でサウスカロライナ州航空の殿堂に名前が残るロバート・E・ブライアントに因んで名付けられた。ロックヒル市が所有して運営しているが、ヨーク郡も空港委員会に名を連ねている。

### 地域バス
シャーロット地域交通システムがロックヒル中心街からマンチェスター・ビレッジを経てアップタウン・シャーロットまで急行バスを運行している。またヨーク郡博物館からセラニーズ道路とチェリー道路を経てアップタウン・シャーロット行きのバス便もある。

## 教育

### 高等教育
ロックヒルには下記のような3つの高等教育機関がある。
- ウィンスロップ大学：1886年にウィンスロップ訓練学校としてコロンビアで設立。当初は教師になりたい女子のための学校だった。1964年に少数民族への教育機会を拡張し、1972年に男子の入学を認めたことで教育内容を多様化してきた。1992年には大学になった。1895年にロックヒルに本拠を移してからかなり変化しており、単一学級から著名な包括的教育大学に成長してきた。学生数は6,000人以上であり、最近雑誌「USニューズ&ワールド・レポート」の「アメリカのベストカレッジ」2006年版で南部の地域公立大学トップ10に載せられた。教育会社の「プリンストン・レビュー」もウィンスロップ大学をその2006年版「南東部のベストカレッジ」にランク付けした。ウィンスロップ大学は毎年アメリカ合衆国ディスクゴルフ選手権を主催している。
- ヨーク工科カレッジ：1964年に技術教育センターとして開校し、1つの建物で60人の学生に7つのプログラムの提供することで始めた。過去40年間に4,000人以上の学生に70以上のプログラムを提供する学校に成長してきた。キャンパスも建物1つから14の建物を擁するまでになった。1974年、ヨーク郡工科教育センターはヨーク工科カレッジに名前を変えた。学術的なプログラムを提供することに加えて、約9,000人の地域住民や250以上の企業に生涯学習を提供している[5]。
- クリントン・ジュニア・カレッジ：1894年にクリントン・インスティチュートとして設立されたアフリカン・メソジスト・エピスコパル・ジオン教会の教育機関である。当初は寄宿生高校として機能し、新しく解放された黒人数百人に質の高い教育を提供した。20世紀初めにクリントン師範・工業学校と呼ばれるようになり、州の教師免許を与えられるよう資格付けされた。現在は教養学習ジュニア・カレッジとして機能しており、その主な目標は4年制のカレッジ教育を受けられるよう学生に準備させることである。2000年、クリントン・ジュニア・カレッジはTransnational キリスト教カレッジと学校の協会による認可を受けた[6]。

### 義務教育
ロックヒルの教育はロックヒル地区の3つの教育学区によって管轄されており、その学区内には17の小学校、5つの中学校および3つの高校、合計25の学校がある。学区内の生徒数はほぼ2万人である。市内には幾つかの宗教系学校もある。

## メディア
ロックヒルでは、日刊紙「ザ・ヘラルド」や、ロックヒル・マガジンとYCマガジンなど幾つかの雑誌が発行されている。

## 季節行事
ロックヒルでは幾つかの季節行事が開催されている。毎年春にはカム・シー・ミーと呼ばれる祭があり、全国から毎年125,000人以上の観客が集まってくる。カム・シー・ミーはサウスカロライナ州の祭で第1位にランクされ、「サザン・リビング」誌せも紹介された。独立記念日にはレッド・ホワイト・アンド・ブーム祭がある。また冬にはクリスマスビル・ロックヒルと呼ばれるクリスマスを祝う祭があり、毎年12月にロックヒル中心街で行われる。

## ショッピング
ロックヒルにはショッピングセンターのロックヒル・ギャラリアがあり、他にも市内にショッピングセンターが多くある。市内にショッピングセンターなど複合施設が多いことで知られている。その他の施設としては、州間高速道路77号線沿いロックヒル中心街出口のマンチェスター・ビレッジがある。他にも計画中のものとして、リバーウォーク・プロジェクトとゲイトウェイズ・アット・ギャラリアがある。

## 著名な出身者と住人
- マット・クリストファー、児童文学者
- DJフェリ・フェリ、ロックヒル生まれ
- スパーキー・アンダーソン、メジャーリーグで活躍した元監督、1965年にマイナーリーグ野球のロックヒル・カージナルスを監督した、2000年にアメリカ野球殿堂入り
- ジム・ホーグランド、ジャーナリスト、ピューリッツァー賞を2回受賞、ロックヒル生まれ
- ケルビン・ワイリー、ストリートボールの選手、ロックヒル生まれ
- ウィリアム・アイビー・ロング、トニー賞を受賞した衣装デザイナー、ロックヒルで育った
- パトリック・キャデル、民主党の政治顧問、ロックヒル生まれ
- バーノン・グラント、商業デザイナー、ケロッグ社のシリアル食品「ライス・クリスピーズ」の箱に描かれたマスコット漫画「スナップ、クラックル・アンド・ポップ」を制作、ロックヒルに住んだ
- エドモンド・ルワンドウスキー、プレシジョニズム（精密派）の画家、ウィンスロップ大学美学部長
- デビッド・ボール、カントリー歌手、ロックヒル生まれ
- テリー・ルーシュ、戯曲家、写真家、ウィスロップ大学教授
- アラン・ミラー、サウスカロライナ放送協会殿堂入り、ロックヒルに本部があるアワー・スリー・サンズ・ブロードキャスティングの共同経営者
- レオン・リッピー、俳優、ロックヒル生まれ
- エメリー、ポスト・ハードコア・バンドのメンバー、ロックヒル生まれ
- スコット・ウィリアムズ、The Weather Channelの気象学者、ロックヒル生まれ
- ローレン・コールインスキー、オリンピックのスピードスケート選手、ロックヒルで育った
- ニール・アバークロンビー、プロのバンジョー奏者
- アンディ・マクダウェル、女優、ウィンスロップ大学卒